# Armando Fajardo
Armando Fajardo (Santa Maria Madalena, 28 de agosto de 1893 – Rio de Janeiro, 13 de junho de 1969) foi um filantropo e advogado brasileiro, responsável por introduzir o Lions Club no Brasil. Também destacou-se esportivamente por ter ocupado funções de importância relativas ao turfe brasileiro.

## Biografia
Armando Fajardo era filho de tabelião e neto de fazendeiro, também era contraparente do médico Miguel Couto. Viveu até os 13 anos de idade em Santa Maria Madalena, cidade na qual nasceu, quando foi para a cidade do Rio de Janeiro continuar seus estudos no Colégio Pedro II, no qual destacou-se por suas atividades esportivas. Foi, posteriormente estudar na Faculdade de Direito. Após ficar por cerca de dois anos internado em hospital por conta de uma apendicite supurada, casou-se em 1924, com Branca Tavares.
Apadrinhado por Belisário Penna, Armando entra no setor público, e integrou a Comissão de Saneamento do Estado do Rio de Janeiro. Secretariou o médico e professor Raul Leitão da Cunha, quando este foi reitor da então Universidade do Brasil, na década de 1940. Atuou como secretário e advogado do Ministério da Educação, ocupando importantes cargos e funções, sendo inclusive oficial de gabinete de três ministros. Desentendimentos políticos o fariam aposentar-se precocemente do serviço público federal.
Armando torna-se diretor do Jockey Club Brasileiro, e estando nesta condição viajou para a Argentina para resolver questões ligadas ao turfe daquele país. Na volta ao Brasil, retornou pelo Uruguai. Foi então que teve contato com Nivaldo Navarro e outros membros do Lions Clube, que estavam criando a primeira unidade uruguaia desta instituição, e convenceram Fajardo a fazer o mesmo no Brasil.
Apesar do pioneirismo do Rotary Club no Brasil, que estava no país desde 1923, Armando Fajardo não se sentiu inibido em seguir com seus planos de criar um outro clube de serviços no Brasil. Assim sendo, Fajardo, em 16 de abril de 1952, reuniu quarenta voluntários e fundou o Lions Clube do Brasil, durante um almoço na sede do Jockey Clube do Rio de Janeiro. Ele abdicou ser presidente do clube naquele momento, oferecendo o cargo a Arnaldo de Moraes e preferindo ser secretário.
Uma vez criado o Lions Clube do Rio de Janeiro, considerado o Mater Clube do Brasil, Armando Fajardo e seus companheiros se esforçaram em expandir o leonismo pelo país. Em 23 de junho de 1952, Fajardo auxiliou Floriano Peixoto a fundor o Lions Clube de São Paulo. Por esta e outras iniciativas, Fajardo é conhecido pelo epíteto de “Construtor do Leonismo Brasileiro”.
Em 1953, pelo Lions Club, Armando Fajardo foi eleito o primeiro Governador do Distrito Leonístico do Brasil e posteriormente Conselheiro Internacional.
Armando Fajardo faleceu em 1969, ao sofrer um mal súbito enquanto fazia a sua barba, no Jockey Clube do Rio de Janeiro. Está sepultado no Cemitério de São João Batista.

## Homenagens

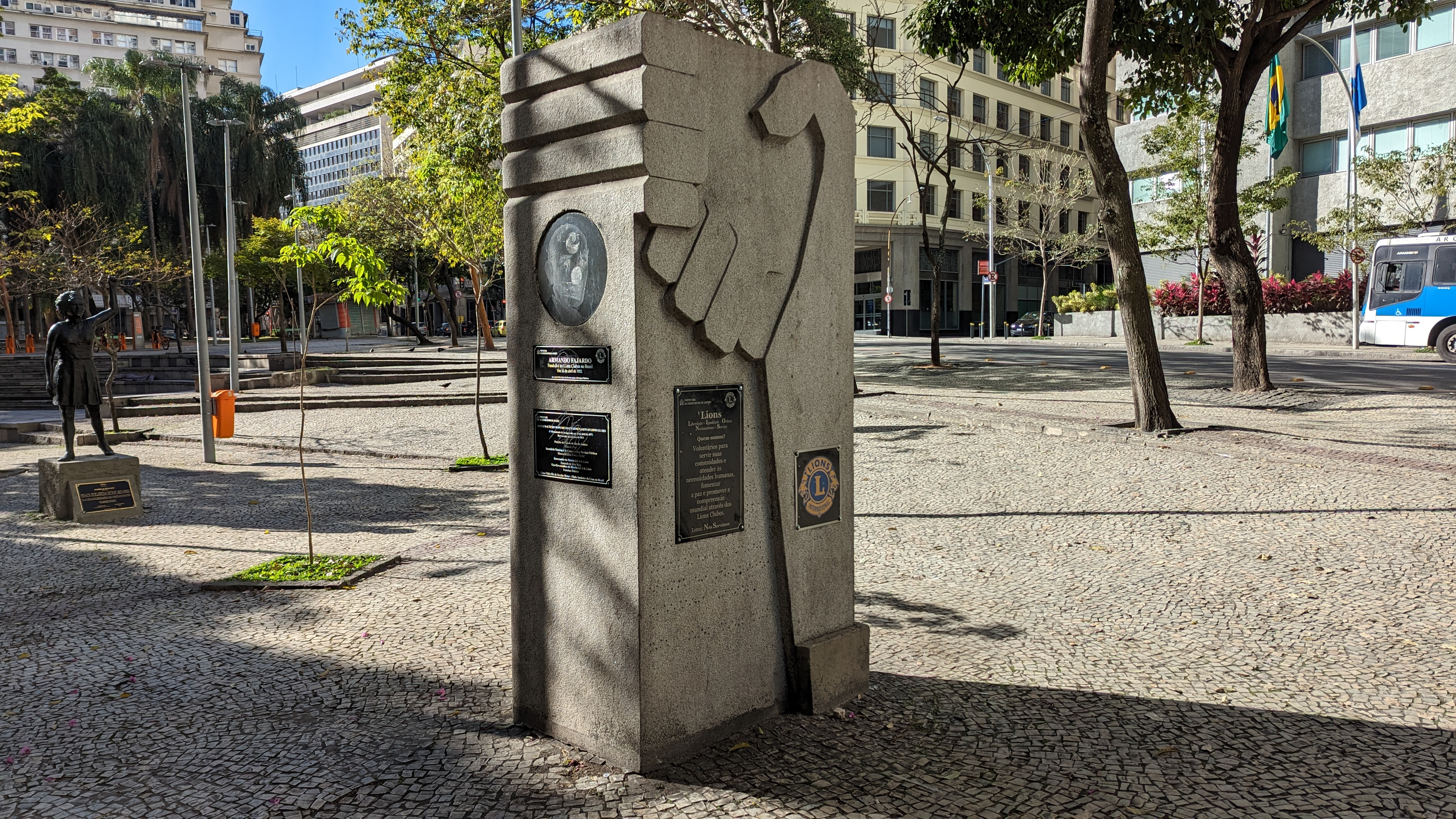
Monumento Leonístico, na cidade do Rio de Janeiro, tendo em uma das faces o medalhão com o rosto de Armando Fajardo

Armando Fajardo recebeu como homenagem póstuma na cidade do Rio de Janeiro a denominação de uma escola pública no município. Desde 13 de novembro de 1970 passou-se a denominar como Escola Municipal Armando Fajardo a instituição de ensino da localidade de Cidade Alta, situada no bairro de Cordovil, na Zona da Leopoldina na Zona Norte da cidade. Existindo, também, outras homenagens a sua memória em outros locais do Brasil.
Em 16 de janeiro de 1971 o nome de Armando foi lembrado e reverenciado quando da criação de uma instituição de suporte administrativo para o leonismo brasileiro; surgia então a Fundação Armando Fajardo de Lions Clubes (FAF). A Fundação Armando Fajardo de Lions Clubes concede aos doadores de recursos financeiros mais relevantes o Título Amigo de Armando Fajardo.
Em 1977 foi inaugurado no Centro da cidade do Rio de Janeiro o Monumento Leonístico, um grande bloco maciço de granito cinza tipo "Petrópolis"; tendo, entre outras inscrições e características, as esfinges de Melvin Jones e Armando Fajardo em medalhões de bronze medindo 46 centímetros de diâmetro, cada, com gravação da frases identificadoras: "Fundador do Leonismo" e "Leão número 1 do Brasil", respectivamente.